# (17543) Sosva
(17543) Sosva est un astéroïde de la ceinture principale.

## Description
(17543) Sosva est un astéroïde de la ceinture principale. Il fut découvert le 14 août 1993 à Caussols par Eric Walter Elst. Il présente une orbite caractérisée par un demi-grand axe de 3,23 UA, une excentricité de 0,10 et une inclinaison de 18,0° par rapport à l'écliptique.

## Compléments